# Ger (Spanyolország)
Ger település Spanyolországban, Girona tartományban. Ger Guils de Cerdanya, Meranges, Bolvir, Fontanals de Cerdanya, Das, Isòvol és Bellver de Cerdanya községekkel határos. Lakosainak száma 494 fő (2024).

## Népesség
A település népessége az elmúlt években az alábbi módon változott:
| Lakosok száma | 230  | 592  | 465  | 428  | 251  | 409  | 450  | 432  | 448  | 494  |
|               | 1717 | 1887 | 1936 | 1960 | 1986 | 2004 | 2009 | 2014 | 2019 | 2024 |